# Mark Stoermer
Mark Stoermer eller Mark Störmer (født 28. juni 1977 i Texas, USA) er bassist i rockgruppen The Killers.